# Вопросы и ответы (фильм)
«Вопросы и ответы» (другие названия «В. и О.», «Вопрос — ответ», англ. Q & A) — американская криминальная драма режиссёра Сидни Люмета по книге Эдвина Торреса. Премьера фильма состоялась 27 апреля 1990 года.
Люмету не понравился монтаж телевизионной версии картины, поэтому он вычеркнул своё имя из титров, заменив его псевдонимом Алан Смити.

## Сюжет
Френсис Рейли, молодой помощник окружного прокурора, расследуя дело коррумпированного полицейского детектива, случайно встречает свою бывшую возлюбленную и её нового покровителя — мафиозного босса, который отказывается помочь упорному юристу. Рискуя не только своей, но и жизнями своих коллег, Рейли разоблачает истинного виновника преступления.

## В ролях
- Ник Нолти — капитан Майкл Бреннан
- Тимоти Хаттон — помощник окружного прокурора Элоизиус «Эл» Френсис Рейли
- Арманд Ассанте — Роберто «Бобби Текс» Тексадор
- Патрик O’Нил — Кевин Куинн, глава отдела по раскрытию убийств
- Ли Ричардсон — Лео Блуменфельд
- Луис Гусман — детектив Луис Валентин
- Чарльз С. Даттон — детектив Сэм «Чаппи» Чапман
- Дженни Люмет — Нэнси Бош / миссис Тексадор
- Пол Кальдерон — Роджер Монтальво
- Доминик Кьянезе — Ларри Пеш / Вито / Лоренцо Франкони
- Леонардо Чимино — Ник Петроун
- Файвуш Финкель — Престон Пёрлстейн

## Съёмочная группа
- Режиссёр-постановщик: Сидни Люмет
- Сценаристы: Сидни Люмет
- Продюсеры: Бёртт Харрис, Арнон Милчан
- Композитор: Рубен Блейдс
- Оператор-постановщик: Анджей Бартковяк

## Номинации
1991 — Номинация на премию «Золотой глобус» за лучшую мужскую роль второго плана — Арманд Ассанте

## Саундтрек[3]
- «Don’t Double-Cross the Ones You Love» Рубена Блейдса
- «Tip-Toe Thru' the Tulips With Me» Эла Дубина и Джозефа Бёрка в исполнении Тайни Тима
- «Que Sera Sera (Whatever Will Be, Will Be)» Джея Ливингстона и Рэя Эванса